# Premier League Darts 2017
Die Betway Premier League Darts 2017 war ein Einladungsturnier, welches von der Professional Darts Corporation (PDC) veranstaltet wurde. Es war die 13. Ausgabe dieses Turniers.
Die Veranstaltungsreihe begann am 2. Februar 2017 in der Metro Radio Arena in Newcastle und endete am 18. Mai 2017 in der O2 Arena in London mit den Play-offs. Insgesamt wurden 16 Spieltage ausgetragen.

## Preisgeld
Bei der Premier League wurden insgesamt £ 825.000 an Preisgeldern ausgeschüttet, und damit £ 100.000 mehr als im Vorjahr.
Das Preisgeld wurde unter den Teilnehmern wie folgt verteilt:
| Position (Anzahl der Spieler)         | Position (Anzahl der Spieler) | Preisgeld |
| ------------------------------------- | ----------------------------- | --------- |
| Gewinner                              | (1)                           | £ 250.000 |
| Finalist                              | (1)                           | £ 120.000 |
| Halbfinalisten                        | (2)                           | £ 80.000  |
| 5. Platz                              | (1)                           | £ 65.000  |
| 6. Platz                              | (1)                           | £ 55.000  |
| 7. Platz                              | (1)                           | £ 50.000  |
| 8. Platz                              | (1)                           | £ 45.000  |
| 9. Platz                              | (1)                           | £ 30.000  |
| 10. Platz                             | (1)                           | £ 25.000  |
| Erstplatzierter nach dem 15. Spieltag | (1)                           | £ 25.000  |

## Qualifikation
Wie im Vorjahr qualifizierten sich die ersten vier Spieler der PDC Order of Merit (Stichtag: 2. Januar 2017, nach dem Finale der PDC World Darts Championship 2017) für die Premier League. Zudem erhalten vier weitere Spieler durch die PDC sowie zwei weitere durch Sky Sports eine Wildcard für die Premier League. Im Vergleich zum letzten Jahr müssen Michael Smith und Robert Thornton das Teilnehmerfeld verlassen.
| Spieler               | Gesamtteilnahme in Premier League | Teilnahme in Folge | Rang in der Order of Merit | Beste Platzierung            | Qualifiziert durch |
| --------------------- | --------------------------------- | ------------------ | -------------------------- | ---------------------------- | ------------------ |
| Michael van Gerwen    | 5.                                | 5                  | 1                          | Sieg (2013, 2016)            | Order of Merit     |
| Gary Anderson         | 7.                                | 7                  | 2                          | Sieg (2011, 2015)            | Order of Merit     |
| Peter Wright          | 4.                                | 4                  | 3                          | 5. Platz (2014, 2016)        | Order of Merit     |
| Adrian Lewis          | 10.                               | 8                  | 4                          | 2. Platz (2011)              | Order of Merit     |
| James Wade            | 9.                                | 3                  | 5                          | Sieg (2009)                  | PDC Wildcard       |
| Phil Taylor           | 13.                               | 13                 | 6                          | Sieg (2005–2008, 2010, 2012) | PDC Wildcard       |
| Dave Chisnall         | 4.                                | 4                  | 7                          | Halbfinale (2015)            | PDC Wildcard       |
| Jelle Klaasen         | 2.                                | 1                  | 9                          | 7. Platz (2009)              | PDC Wildcard       |
| Raymond van Barneveld | 12.                               | 12                 | 10                         | Sieg (2014)                  | PDC Wildcard       |
| Kim Huybrechts        | 2.                                | 1                  | 13                         | 10. Platz (2015)             | PDC Wildcard       |

## Austragungsorte
| Datum            | Runde                  | Ort                                 |
| ---------------- | ---------------------- | ----------------------------------- |
| 2. Februar 2017  | Vorrunde – 1. Spieltag | Metro Radio Arena, Newcastle        |
| 9. Februar 2017  | Vorrunde – 2. Spieltag | Motorpoint Arena, Nottingham        |
| 16. Februar 2017 | Vorrunde – 3. Spieltag | First Direct Arena, Leeds           |
| 23. Februar 2017 | Vorrunde – 4. Spieltag | Brighton Centre, Brighton           |
| 2. März 2017     | Vorrunde – 5. Spieltag | Westpoint Arena, Exeter             |
| 9. März 2017     | Vorrunde – 6. Spieltag | The SSE Hydro, Glasgow              |
| 16. März 2017    | Vorrunde – 7. Spieltag | Ahoy, Rotterdam                     |
| 23. März 2017    | Vorrunde – 8. Spieltag | Manchester Arena, Manchester        |
| 30. März 2017    | Vorrunde – 9. Spieltag | Motorpoint Arena, Cardiff           |
| 6. April 2017    | Endrunde – 1. Spieltag | 3Arena, Dublin                      |
| 13. April 2017   | Endrunde – 2. Spieltag | M&S Bank ArenaEcho Arena, Liverpool |
| 20. April 2017   | Endrunde – 3. Spieltag | SSE Arena, Belfast                  |
| 27. April 2017   | Endrunde – 4. Spieltag | Barclaycard Arena, Birmingham       |
| 4. Mai 2017      | Endrunde – 5. Spieltag | Sheffield Arena, Sheffield          |
| 11. Mai 2017     | Endrunde – 6. Spieltag | GE Oil and Gas Arena, Aberdeen      |
| 18. Mai 2017     | Play-offs              | The O2 Arena, London                |

## Vorrunde

### Spiele
Der Zeitplan der Vorrunde wurde am 16. Januar 2017 veröffentlicht:
| 1. Spieltag                 |   |                           |     |
| Kim Huybrechts 100.62       | – | James Wade 96.07          | 5:7 |
| Raymond van Barneveld 99.33 | – | Adrian Lewis 98.96        | 7:5 |
| Phil Taylor 96.23           | – | Dave Chisnall 96.84       | 7:3 |
| Gary Anderson 103.19        | – | Michael van Gerwen 107.94 | 6:6 |
| Peter Wright 93.93          | – | Jelle Klaasen 95.94       | 7:4 |

| 2. Spieltag          |   |                             |     |
| Adrian Lewis 94.40   | – | Dave Chisnall 90.48         | 7:2 |
| James Wade 98.88     | – | Phil Taylor 92.07           | 6:6 |
| Jelle Klaasen 97.41  | – | Gary Anderson 100.04        | 3:7 |
| Peter Wright 89.83   | – | Michael van Gerwen 105.21   | 3:7 |
| Kim Huybrechts 96.99 | – | Raymond van Barneveld 93.91 | 6:6 |

| 3. Spieltag               |   |                             |     |
| Gary Anderson 106.59      | – | Peter Wright 109.48         | 5:7 |
| Adrian Lewis 88.01        | – | James Wade 98.21            | 4:7 |
| Phil Taylor 96.39         | – | Raymond van Barneveld 97.32 | 7:4 |
| Michael van Gerwen 102.78 | – | Jelle Klaasen 96.24         | 7:4 |
| Dave Chisnall 101.20      | – | Kim Huybrechts 95.06        | 7:4 |

| 4. Spieltag                  |   |                      |     |
| Dave Chisnall 93.28          | – | Jelle Klaasen 98.90  | 3:7 |
| Michael van Gerwen 104.67    | – | Adrian Lewis 101.20  | 6:6 |
| Gary Anderson 96.80          | – | James Wade 89.61     | 6:6 |
| Phil Taylor 96.44            | – | Kim Huybrechts 94.56 | 6:6 |
| Raymond van Barneveld 103.40 | – | Peter Wright 95.87   | 6:6 |

| 5. Spieltag          |   |                             |     |
| Dave Chisnall 101.13 | – | Raymond van Barneveld 96.83 | 7:2 |
| Jelle Klaasen 87.57  | – | Kim Huybrechts 93.96        | 6:6 |
| Gary Anderson 105.31 | – | Phil Taylor 103.98          | 6:6 |
| Adrian Lewis 109.15  | – | Peter Wright 119.50         | 2:7 |
| James Wade 89.35     | – | Dave Chisnall 92.58         | 5:7 |

| 6. Spieltag           |   |                             |     |
| Adrian Lewis 98.71    | – | Phil Taylor 96.82           | 7:4 |
| James Wade 94.52      | – | Peter Wright 95.42          | 5:7 |
| Kim Huybrechts 101.72 | – | Michael van Gerwen 106.30   | 5:7 |
| Jelle Klaasen 95.42   | – | Raymond van Barneveld 96.46 | 5:7 |
| Dave Chisnall 92.67   | – | Gary Anderson 101.71        | 3:7 |

| 7. Spieltag                  |   |                           |     |
| James Wade 94.32             | – | Jelle Klaasen 86.21       | 7:3 |
| Peter Wright 93.79           | – | Dave Chisnall 90.52       | 7:4 |
| Raymond van Barneveld 103.71 | – | Gary Anderson 102.69      | 7:2 |
| Phil Taylor 93.87            | – | Michael van Gerwen 100.50 | 4:7 |
| Kim Huybrechts 90.17         | – | Adrian Lewis 96.18        | 3:7 |

| 8. Spieltag                 |   |                           |     |
| Michael van Gerwen 104.20   | – | James Wade 100.84         | 7:4 |
| Kim Huybrechts 91.55        | – | Gary Anderson 101.86      | 2:7 |
| Peter Wright 102.45         | – | Phil Taylor 98.75         | 5:7 |
| Jelle Klaasen 81.25         | – | Adrian Lewis 84.39        | 5:7 |
| Raymond van Barneveld 101.2 | – | Michael van Gerwen 101.93 | 7:5 |

| 9. Spieltag                 |   |                      |       |
| Raymond van Barneveld 95.38 | – | James Wade 84.97     | 7:2   |
| Phil Taylor 97.50           | – | Jelle Klaasen 91.78  | 7:5   |
| Gary Anderson 107.13        | – | Adrian Lewis 96.67   | 7:3   |
| Michael van Gerwen 104.25   | – | Dave Chisnall 100.79 | 7:1   |
| Peter Wright                | – | Kim Huybrechts       | 7:0 1 |

### Tabelle
Anmerkung: Nach neun Spieltagen scheiden die Plätze 9 und 10 aus dem Turnier aus.
| Pl. | Spieler               | Sp. | S | U | N | Legs  | Diff. | Avg.   | Punkte |
| --- | --------------------- | --- | - | - | - | ----- | ----- | ------ | ------ |
| 1.  | Michael van Gerwen    | 9   | 6 | 2 | 1 | 59:40 | +19   | 104,20 | 14     |
| 2.  | Peter Wright          | 9   | 6 | 1 | 2 | 56:40 | +16   | 100,03 | 13     |
| 3.  | Raymond van Barneveld | 9   | 5 | 2 | 2 | 53:45 | +8    | 98,62  | 12     |
| 4.  | Gary Anderson         | 9   | 4 | 3 | 2 | 53:43 | +10   | 102,81 | 11     |
| 5.  | Phil Taylor           | 9   | 4 | 3 | 2 | 54:49 | +5    | 96,89  | 11     |
| 6.  | Adrian Lewis          | 9   | 4 | 1 | 4 | 48:48 | +0    | 96,41  | 9      |
| 7.  | James Wade            | 9   | 3 | 2 | 4 | 49:52 | −3    | 94,09  | 8      |
| 8.  | Dave Chisnall         | 9   | 3 | 0 | 6 | 37:53 | −16   | 95,50  | 6      |
| 9.  | Jelle Klaasen         | 9   | 1 | 1 | 7 | 42:58 | −16   | 92,30  | 3      |
| 10. | Kim Huybrechts        | 9   | 0 | 3 | 6 | 37:60 | −23   | 95,58  | 3      |

| In der Vorrunde ausgeschieden | In der Vorrunde ausgeschieden |
| ----------------------------- | ----------------------------- |
|                               |                               |
| Jelle Klaasen                 | Kim Huybrechts (2019)         |

## Endrunde

### Spiele
| 10. Spieltag                 |   |                              |     |
| James Wade 110.82            | – | Michael van Gerwen 113.62    | 5:7 |
| Raymond van Barneveld 100.51 | – | Phil Taylor 105.87           | 3:7 |
| Dave Chisnall 106.40         | – | Peter Wright 101.82          | 6:6 |
| Adrian Lewis 99.76           | – | Gary Anderson 95.20          | 7:3 |
| James Wade 93.58             | – | Raymond van Barneveld 100.07 | 2:7 |

| 11. Spieltag             |   |                              |     |
| Gary Anderson 94.40      | – | Dave Chisnall 90.48          | 6:6 |
| Michael van Gerwen 98.88 | – | Peter Wright 92.07           | 6:6 |
| Adrian Lewis 97.41       | – | Raymond van Barneveld 100.04 | 7:4 |
| Phil Taylor 89.83        | – | James Wade 105.21            | 5:7 |
| Peter Wright 96.99       | – | Gary Anderson 93.91          | 2:7 |

| 12. Spieltag              |   |                             |     |
| Dave Chisnall 103.97      | – | Adrian Lewis 95.56          | 7:3 |
| Phil Taylor 104.38        | – | Gary Anderson 102.60        | 7:4 |
| Peter Wright 92.53        | – | James Wade 92.24            | 7:3 |
| Michael van Gerwen 103.09 | – | Raymond van Barneveld 93.55 | 7:2 |
| Dave Chisnall 104.72      | – | Phil Taylor 94.91           | 7:2 |

| 13. Spieltag         |   |                              |     |
| James Wade 93.74     | – | Adrian Lewis 96.68           | 7:4 |
| Dave Chisnall 99.04  | – | Michael van Gerwen 101.95    | 6:6 |
| Phil Taylor 95.69    | – | Peter Wright 94.32           | 3:7 |
| Gary Anderson 105.47 | – | Raymond van Barneveld 101.98 | 7:4 |
| Adrian Lewis 94.53   | – | Michael van Gerwen 110.75    | 0:7 |

| 14. Spieltag                 |   |                      |     |
| Peter Wright 100.53          | – | Adrian Lewis 92.8    | 7:2 |
| Raymond van Barneveld 100.65 | – | Dave Chisnall 109.36 | 5:7 |
| James Wade 87.35             | – | Gary Anderson 94.32  | 3:7 |
| Michael van Gerwen 102.99    | – | Phil Taylor 100.41   | 3:7 |

| 15. Spieltag              |   |                             |     |
| Dave Chisnall 98.68       | – | James Wade 96.29            | 6:6 |
| Phil Taylor 99.09         | – | Adrian Lewis 97.50          | 7:5 |
| Peter Wright 97.27        | – | Raymond van Barneveld 94.74 | 7:1 |
| Michael van Gerwen 103.56 | – | Gary Anderson 100.46        | 7:4 |

### Tabelle
Anmerkung: Die verbleibenden acht Spieler spielen nochmals gegeneinander. Die ersten vier Plätze qualifizieren sich für die Play-offs.
| Pl. | Spieler               | Sp. | S  | U | N | Legs | Diff. | Avg.   | Punkte |
| --- | --------------------- | --- | -- | - | - | ---- | ----- | ------ | ------ |
| 1.  | Michael van Gerwen    | 16  | 10 | 4 | 2 | –    | +32   | 104.83 | 24     |
| 2.  | Peter Wright          | 16  | 10 | 3 | 3 | –    | +30   | 99.36  | 23     |
| 3.  | Phil Taylor           | 16  | 8  | 3 | 5 | –    | +7    | 98.21  | 19     |
| 4.  | Gary Anderson         | 16  | 7  | 4 | 5 | –    | +12   | 102.39 | 18     |
| 5.  | Dave Chisnall         | 16  | 6  | 4 | 6 | –    | −5    | 98.79  | 16     |
| 6.  | Raymond van Barneveld | 16  | 6  | 2 | 8 | –    | −10   | 98.65  | 14     |
| 7.  | James Wade            | 16  | 5  | 3 | 8 | –    | −13   | 94.67  | 13     |
| 8.  | Adrian Lewis          | 16  | 6  | 1 | 9 | –    | −14   | 97.25  | 13     |

| Vor den Play-offs ausgeschieden | Vor den Play-offs ausgeschieden | Vor den Play-offs ausgeschieden | Vor den Play-offs ausgeschieden |
| ------------------------------- | ------------------------------- | ------------------------------- | ------------------------------- |
|                                 |                                 |                                 |                                 |
| Dave Chisnall (2019)            | Raymond van Barneveld (2019)    | James Wade (2019)               | Adrian Lewis (2019)             |

## Play-offs
|  | Halbfinale Best of 19 Legs | Halbfinale Best of 19 Legs | Halbfinale Best of 19 Legs |  |  | Finale Best of 21 Legs | Finale Best of 21 Legs    | Finale Best of 21 Legs |
|  |                            |                            |                            |  |  |                        |                           |                        |
|  |                            |                            |                            |  |  |                        |                           |                        |
|  |                            | Michael van Gerwen 102.22  | 10                         |  |  |                        |                           |                        |
|  |                            | Gary Anderson 102.68       | 7                          |  |  |                        |                           |                        |
|  |                            |                            |                            |  |  | 1                      | Michael van Gerwen 104.76 | 11                     |
|  |                            |                            |                            |  |  | 2                      | Peter Wright 101.06       | 10                     |
|  | 2                          | Peter Wright 100.04        | 10                         |  |  |                        |                           |                        |
|  | 3                          | Phil Taylor 97.62          | 9                          |  |  |                        |                           |                        |
|  |                            |                            |                            |  |  |                        |                           |                        |

| Play-offs          | Play-offs           | Play-offs          | Play-offs            |
| ------------------ | ------------------- | ------------------ | -------------------- |
|                    |                     |                    |                      |
| Michael van Gerwen | Peter Wright (2022) | Phil Taylor (2018) | Gary Anderson (2016) |
| Sieger             | Finale              | Halbfinale         | Halbfinale           |